# Campionati europei di pattinaggio di velocità 2024 - Partenza in linea femminile
L'evento della mass start femminile dei Campionati europei di pattinaggio di velocità 2024 si è svolto il 7 gennaio 2024 alla Thialf di Heerenveen, nei Paesi Bassi.

## Risultati
| Pos | Pair                   | Corsia      | Nazione | Tempo | Diff    |
| --- | ---------------------- | ----------- | ------- | ----- | ------- |
| 1   | Marijke Groenewoud     | Paesi Bassi | 16      | 66    | 8:08.51 |
| 2   | Irene Schouten         | Paesi Bassi | 16      | 40    | 8:09.52 |
| 3   | Francesca Lollobrigida | Italia      | 16      | 20    | 8:09.84 |
| 4   | Kaitlyn McGregor       | Svizzera    | 16      | 10    | 8:11.56 |
| 5   | Sandrine Tas           | Belgio      | 16      | 7     | 8:11.72 |
| 6   | Michelle Uhrig         | Germania    | 16      | 4     | 8:15.18 |
| 7   | Ramona Härdi           | Svizzera    | 16      | 4     | 8:28.52 |
| 8   | Fran Vanhoutte         | Belgio      | 16      | 3     | 8:11.75 |
| 9   | Magdalena Czyszczoń    | Polonia     | 16      | 1     | 8:16.00 |
| 10  | Sofie Karoline Haugen  | Norvegia    | 16      | 0     | 8:13.25 |
| 11  | Josie Hofmann          | Germania    | 16      | 0     | 8:15.89 |
| 12  | Zuzana Kuršová         | Rep. Ceca   | 16      | 0     | 8:16.92 |
| 13  | Laura Lorenzato        | Italia      | 16      | 0     | 8:32.77 |
| 14  | Lucie Korvasová        | Rep. Ceca   | 13      | 0     | DNF     |
| 15  | Olga Piotrowska        | Polonia     | 12      | 0     | DNF     |
| 16  | Anna Molnar            | Austria     | 9       | 0     | DNF     |
| —   | Aurora Grinden Løvås   | Norvegia    | DNS     | DNS   | DNS     |